# Challenger de Szczecin 2013
El torneo Pekao Szczecin Open 2013 fue un torneo de tenis profesional que se jugó en pistas de tierra batida. Se trató de la 21.ª edición del torneo que forma parte del ATP Challenger Tour 2013. Tuvo lugar en Szczecin, Polonia entre el 16 de septiembre y el 22 de septiembre de 2013.

## Jugadores participantes del cuadro de individuales

### Cabezas de serie
| País                 | Jugador              | Ranking1 | Favorito | Posición en el torneo |
| -------------------- | -------------------- | -------- | -------- | --------------------- |
| Bandera de España    | Albert Montañés      | 53       | 1        | Primera ronda         |
| Bandera de España    | Pablo Andújar        | 54       | 2        | Cuartos de final      |
| Bandera de Francia   | Guillaume Rufin      | 81       | 3        | Segunda ronda, retiro |
| Bandera de Brasil    | Thomaz Bellucci      | 116      | 4        | Baja                  |
| Bandera de Argentina | Diego Schwartzman    | 137      | 5        | Semifinales           |
| Bandera de Alemania  | Dustin Brown         | 146      | 6        | Segunda ronda         |
| Bandera de Ucrania   | Oleksandr Nedovyesov | 152      | 7        | CAMPEÓN               |
| Bandera de España    | Pere Riba            | 157      | 8        | FINAL                 |
| Bandera de Sudáfrica | Rik de Voest         | 162      | 9        | Primera ronda         |

- 1 Se ha tomado en cuenta el ranking del 9 de septiembre de 2013.

### Otros participantes
Los siguientes jugadores recibieron una invitación (wild card), por lo tanto ingresan directamente al cuadro principal (WC):
- Pawel Cias
- Piotr Gadomski
- Kamil Majchrzak
- Albert Montañés

Los siguientes jugadores ingresan al cuadro principal tras disputar el cuadro clasificatorio (Q):
- Mate Delić
- Jan Kuncik
- Grzegorz Panfil
- Michal Schmid

## Campeones

### Individual Masculino
- Oleksandr Nedovyesov  derrotó en la final a  Pere Riba 6–2, 7–5

### Dobles Masculino
- Ken Skupski /  Neal Skupski derrotaron en la final a  Andrea Arnaboldi /  Alessandro Giannessi 6–4, 1–6, [10–7].